# 萨迪什·达万航天中心
萨迪什·达万太空中心（Satish Dhawan Space Centre，缩写为SDSC）印度的主要太空发射场。印度太空研究组织（ISRO）的绝大多数載具在此发射，现在该发射场也承担国际商业发射服务。
萨迪什·达万太空中心位于安得拉邦的斯里赫里戈达岛，距南印大城市钦奈约80公里。该设施最初名为斯里赫里戈达靶场（SHAR），主要用于发射探空火箭。2002年改为现名。改名的原因是印度太空研究组织的前主席萨迪什·达万在这一年去世，现在的名字正是为纪念他而取的。

## 历史
萨迪什·达万太空中心的第一次发射任务是在1971年10月1日发射了一枚RH-125型探空火箭。印度第一次发射人造卫星的尝试是于1979年8月10日在这里进行的，当时试图用一枚卫星运载火箭（SLV）发射罗希尼-1A卫星，但由于火箭第二级发动机推力向量控制失败，卫星未能成功入轨。
该发射场的硬體设施现在由两个发射台组成，其中第二个发射台于2005年建成。第二个发射台从2005年开始用于发射，是一个通用发射台，可容纳ISRO使用的所有运载火箭。 这两个发射台可以在一年内多次发射，这在以前是不可能的。